# PZB

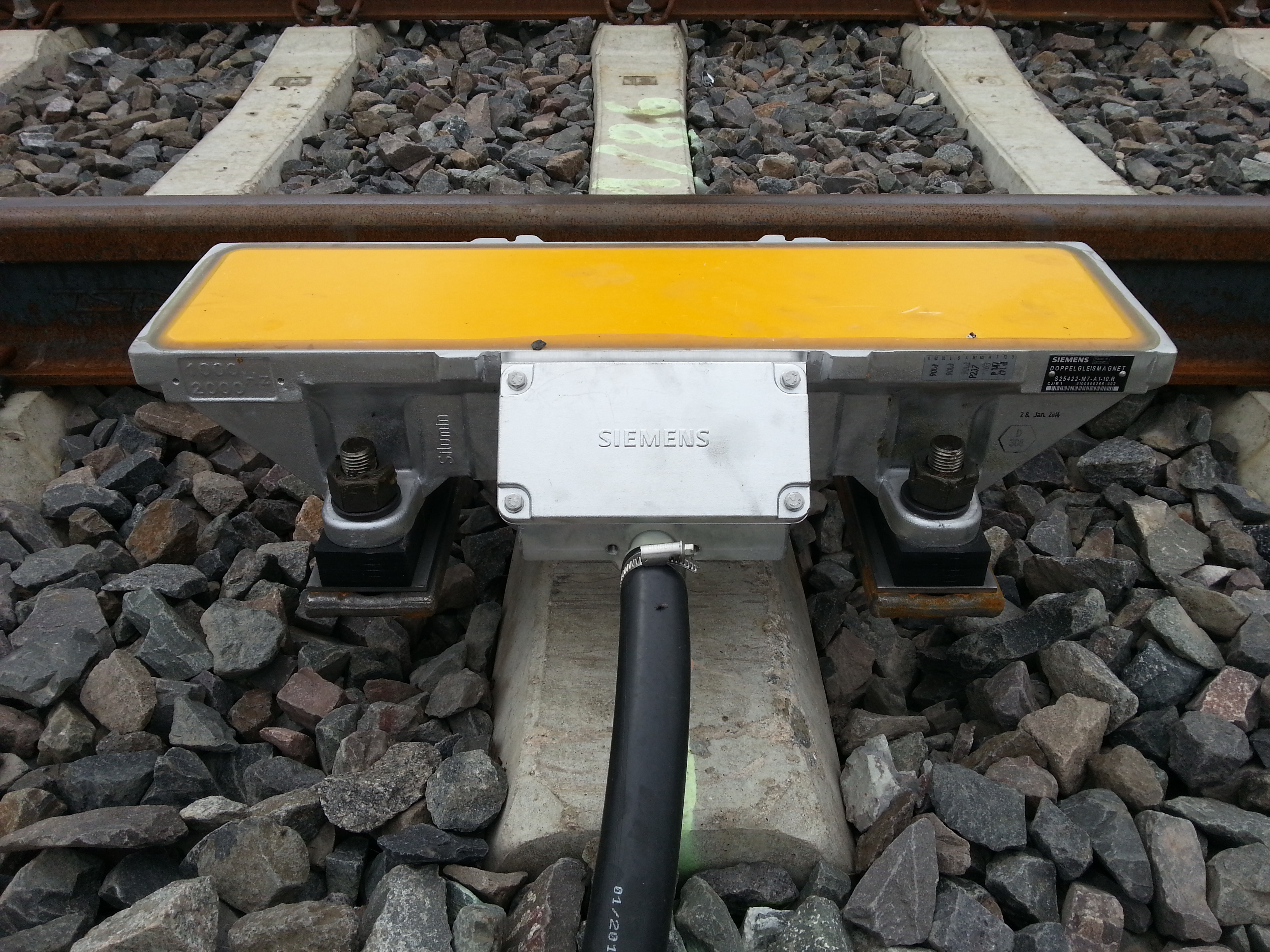
現代鐵路感應器

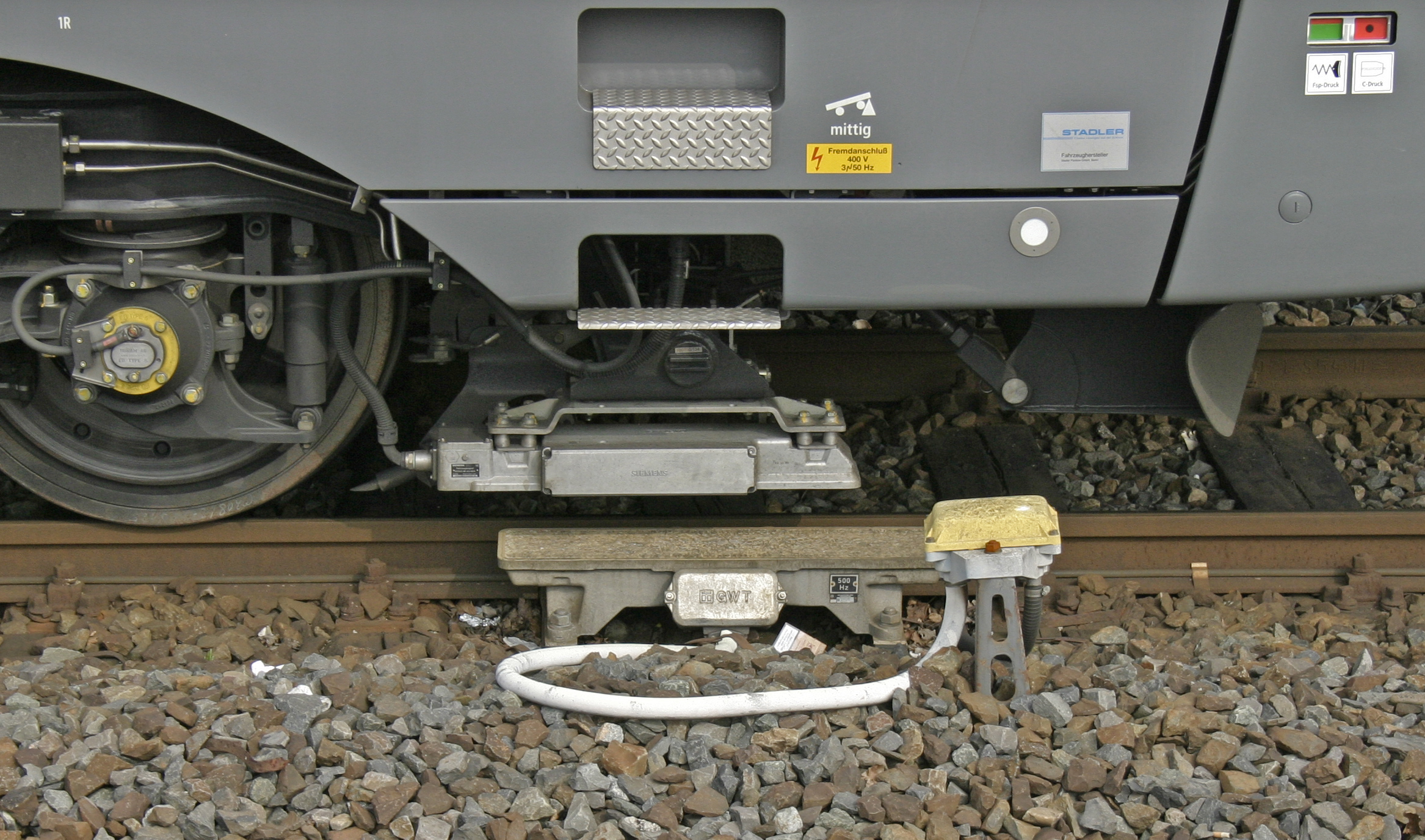
軌旁諧振器（下）及列車生成器/閱讀器（上）

PZB德語全名Punktförmige Zugbeeinflussung，是一種間歇性機車信號系統和列車保護系統，用於德國、奧地利、斯洛文尼亞、克羅地亞、羅馬尼亞、以色列、塞爾維亞、匈牙利的兩條路線、英國泰恩-威爾地鐵以及過去用於加拿大延齡草線。
名稱來自德語Induktive Zugsicherung，意為感應列車保護。後來為了與另一種持續列車控制的信號系統LZB區別，以及強調系統採用間歇性列車控制，故名PZB，意為間歇性列車保護。
起初PZB系統只在警告無法得知的情況下在提供警告和執行減速（類似傳統列車自動停車系統）。後期的PZB系統更依賴列車電腦執行。
1. ↑  Ernst, Dr.-Ing. Richard (1989). Wörterbuch der Industriellen Technik (5th ed.). Wiesbaden: Oscar Brandstetter, p. 802. ISBN 3-87097-145-2.